# 御鷲山古墳
御鷲山古墳（おわしやまこふん）は、栃木県下野市薬師寺にある古墳。形状は前方後円墳。しもつけ古墳群（うち石橋・薬師寺地域）を構成する古墳の1つ。史跡指定はされていない。

## 概要
| 古墳名           | 形状         | 規模      | 築造時期 | 史跡指定 |
| ---------------- | ------------ | --------- | -------- | -------- |
| 横塚古墳         | 前方後円墳   | 墳丘長52m | 6c後半   | （消滅） |
| 御鷲山古墳       | 前方後円墳   | 墳丘長83m | 6c後半   | なし     |
| 下石橋愛宕塚古墳 | 帆立貝形古墳 | 墳丘長84m | 6c末     | （消滅） |
| 多功大塚山古墳   | 方墳         | 一辺54m   | 7c中     | 町史跡   |

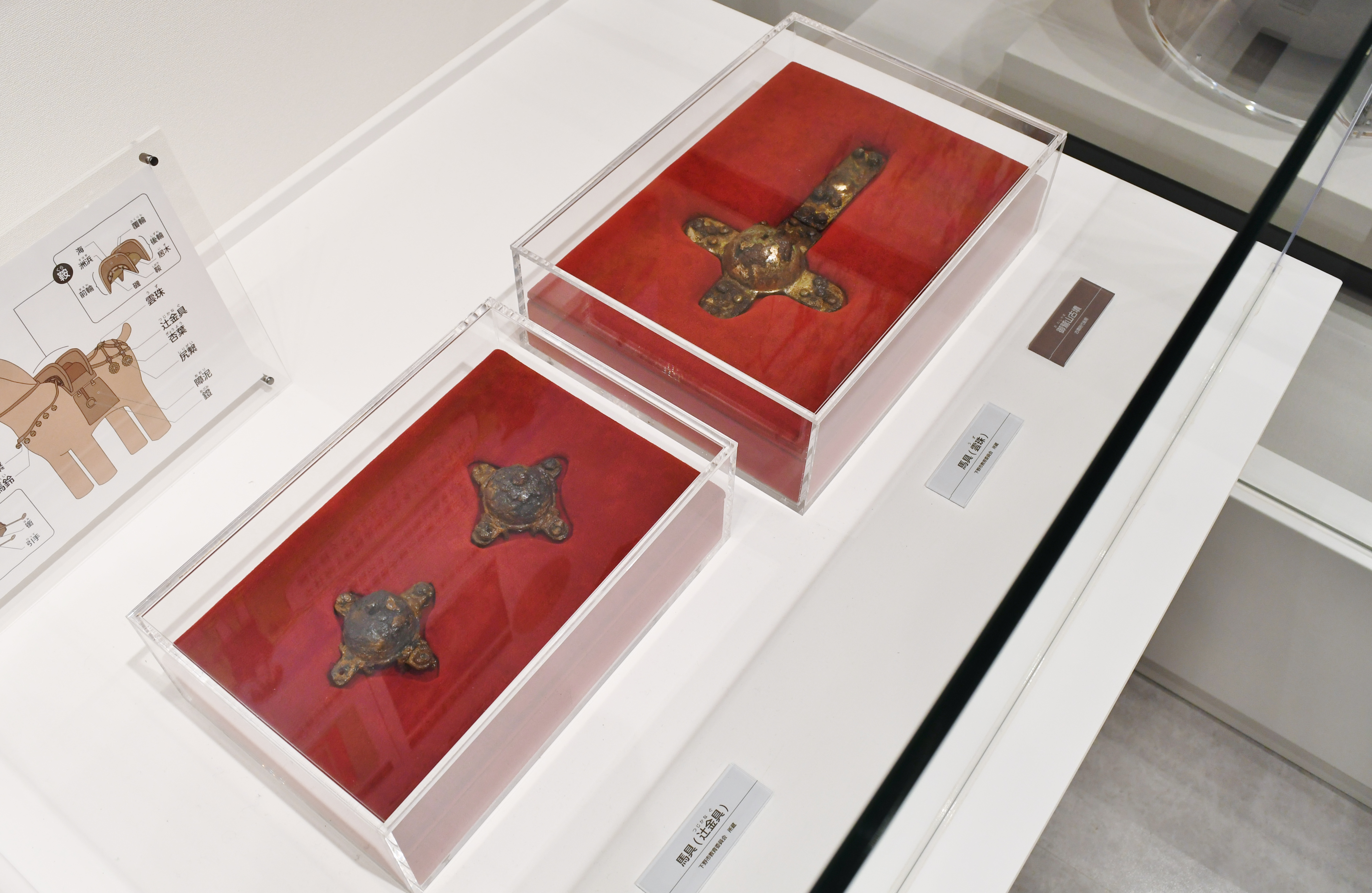
出土品しもつけ風土記の丘資料館展示。

栃木県南部、田川西岸の台地上に築造された古墳である。一帯には古墳20基以上から成る北原古墳群が分布し、そのうちで最大規模になる。これまでに墳丘測量調査・石室発掘調査が実施されている。
墳形は前方後円形で、前方部を西方向に向ける。墳丘は2段築成で、特に1段目は平坦な基壇状を呈し、下野地域特有の「下野型古墳」の特徴を示す。墳丘表面では円筒埴輪（朝顔形埴輪含む）・形象埴輪（家形埴輪など）・須恵器（甕）が検出されている。埋葬施設は前方部くびれ部寄りにおける横穴式石室で、南方向に開口する。石室全長は12メートルを測り、凝灰岩の巨石の切石積みによって構築された大型石室である。石室内からは鉄鏃・刀子・武具（挂甲部品）・馬具（辻金具）などが検出されている。
築造時期は、古墳時代後期の6世紀後半頃と推定される。本古墳の南では後世に下野薬師寺が営まれており、下野薬師寺の成立を考察するうえで重要視される古墳になる。

## 墳丘
墳丘の規模は次の通り。
- 墳丘長：第1段（下段）約83メートル、第2段（上段）約63メートル
- 後円部
  - 直径：約28メートル
  - 高さ：約5メートル（第1段上面から）
- 前方部
  - 幅：約24メートル
  - 高さ：約4メートル（第1段上面から）

## 埋葬施設
埋葬施設としては前方部くびれ部寄りにおいて横穴式石室が構築されている。石室の規模は次の通り。
- 石室全長：約12メートル
- 玄室：長さ約2.8メートル、幅約2.0メートル（奥壁）、高さ約2.0メートル

石室の石材は凝灰岩で、巨石の切石積みによって構築される。床面には川原石が敷かれる。

## 関連施設
- しもつけ風土記の丘資料館（下野市国分寺） - 御鷲山古墳の出土品等を保管・展示。

## 関連文献
（記事執筆に使用していない関連文献）
- 斎藤恒夫「栃木県の前方後円墳ノート2 御鷲山古墳の外形復元」『栃木県考古学会誌』第21号、栃木県考古学会、2022年、91-100頁。
- 内山敏行「栃木県下野市御鷲山古墳の小札甲」『研究紀要』第30号、公益財団法人とちぎ未来づくり財団埋蔵文化財センター、2022年、89-101頁。